# Bitwa pod Krasnem (1450)
Bitwa pod Krasnem – starcie zbrojne, które miało miejsce 6 września 1450 roku w pobliżu miejscowości Crasna, podczas interwencji polskiej w Mołdawii. Polacy prowadzili cztery hufce: Przemyski, Halicki, Podolski i Sanocki. Sprzymierzonymi z Polakami Wołochami dowodził burgrabia wołoski. Wojska polskie były dowodzone przez wojewodę ruskiego Piotra Odrowąża, Michała Buczackiego, Mikołaja Porawę i wspierane przez stronników mołdawskich i wołoskich hospodara Aleksandra II. Odniosły one ciężko okupione zwycięstwo nad Mołdawianami dowodzonymi przez hospodara Bogdana II. Po zaciętej walce w ostatniej fazie bitwy wojsko prowadzone przez ocalałego z bitwy burgrabiego wołoskiego przechyliło szalę na stronę sprzymierzonych. Straty po obu stronach były ogromne, zginęli polscy panowie m.in. Piotr Odrowąż, Michał Buczacki i starosta halicki Mikołaj Porawa.